# Championnat d'Ouganda de football 2015-2016
Navigation
Edition précédente Edition suivante
La saison 2015-2016 du Championnat d'Ouganda de football est la 47e édition du championnat de première division ougandais. Les seize clubs engagés sont regroupés au sein d'une poule unique où ils s'affrontent à deux reprises, à domicile et à l'extérieur. En fin de saison, les trois derniers du classement sont relégués et remplacés par les trois meilleurs clubs de Big League, la deuxième division ougandaise.
C'est le club de Kampala City Council qui remporte la compétition cette saison après avoir terminé en tête du classement final, avec quatre points d'avance sur le tenant du titre, Vipers Sports Club et sur l'Express Football Club. C'est le onzième titre de champion d'Ouganda de l'histoire du club.

## Participants
- Bul FC
- Bright Stars FC
- Sadolin Paints FC
- Maroons Football Club - Promu de D2
- Express Football Club
- Kampala City Council
- The Saints FC - Promu de D2
- Lweza FC
- Police Football Club
- Jinja Municipal Council - Promu de D2
- Simba Football Club
- Uganda Revenue Authority SC
- SC Victoria University
- Villa Sports Club
- Soana FC
- Vipers Sports Club

## Compétition

### Classement
Le classement est établi sur le barème de points classique (victoire à 3 points, match nul à 1, défaite à 0). Pour départager les égalités, on tient d'abord compte de la différence de buts générale, puis du nombre de buts marqués, puis des confrontations directes.
| Rang | Équipe                      | Pts | J  | G  | N  | P  | Bp | Bc | Diff |
| ---- | --------------------------- | --- | -- | -- | -- | -- | -- | -- | ---- |
| 1    | Kampala City Council        | 57  | 30 | 16 | 9  | 5  | 39 | 21 | +18  |
| 2    | Vipers SC'T'C               | 53  | 30 | 14 | 11 | 5  | 37 | 22 | +15  |
| 3    | Express Football Club       | 53  | 30 | 15 | 8  | 7  | 39 | 28 | +11  |
| 4    | Villa Sports Club           | 50  | 30 | 13 | 11 | 6  | 36 | 23 | +13  |
| 5    | Uganda Revenue Authority SC | 47  | 30 | 12 | 11 | 7  | 47 | 31 | +16  |
| 6    | Bul FC                      | 47  | 30 | 14 | 5  | 11 | 32 | 28 | +4   |
| 7    | Soana FC                    | 45  | 30 | 12 | 9  | 9  | 44 | 41 | +3   |
| 8    | Police Football Club        | 44  | 30 | 11 | 11 | 8  | 31 | 28 | +3   |
| 9    | Sadolin Paints FC           | 43  | 30 | 12 | 7  | 11 | 22 | 25 | -3   |
| 10   | Jinja Municipal CouncilP    | 38  | 30 | 10 | 8  | 12 | 26 | 23 | +3   |
| 11   | The Saints FCP              | 37  | 30 | 10 | 7  | 13 | 30 | 28 | +2   |
| 12   | Bright Stars FC             | 37  | 30 | 9  | 10 | 11 | 19 | 23 | -4   |
| 13   | Lweza FC                    | 34  | 30 | 9  | 7  | 14 | 26 | 40 | -14  |
| 14   | Simba Football Club         | 32  | 30 | 7  | 11 | 12 | 27 | 57 | -30  |
| 15   | SC Victoria University      | 19  | 30 | 5  | 4  | 21 | 17 | 59 | -42  |
| 16   | Maroons Football ClubP      | 16  | 30 | 3  | 7  | 20 | 15 | 40 | -25  |

|  | Qualification pour la Ligue des champions de la CAF 2017                             |
|  | Qualification pour la Coupe de la confédération 2017                                 |
|  | Relégation directe en Big League                                                     |
|  | T : Tenant du titre C : Vainqueur de la Coupe d'Ouganda 2016 P : Promu de Big League |

## Bilan de la saison
| Championnat d'Ouganda de football 2015-2016                        |                                  |
| Champion                                                           | Kampala City Council (11e titre) |
| Coupes et trophées                                                 |                                  |
| Vainqueur de la Coupe d'Ouganda 2015-2016                          | Vipers SC                        |
| Qualifications continentales                                       |                                  |
| Ligue des champions de la CAF 2017                                 | Kampala City Council             |
| Coupe de la confédération 2017                                     | Vipers SC                        |
| Promotions et relégations                                          |                                  |
| Promus en Championnat d'Ouganda de football                        | Onduparaka FC                    |
| Promus en Championnat d'Ouganda de football                        | Kirinya-Jinja SS                 |
| Promus en Championnat d'Ouganda de football                        | Proline SC                       |
| Relégués en Championnat d'Ouganda de football de deuxième division | Simba Football Club              |
| Relégués en Championnat d'Ouganda de football de deuxième division | SC Victoria University           |
| Relégués en Championnat d'Ouganda de football de deuxième division | Maroons Football Club            |